# Cyclohexen

cấu trúc hóa học của cyclohexen

Cyclohexen ở điều kiện tiêu chuẩn là một cycloanken lỏng trong suốt với mùi đặc trưng mạnh không được ưa thích gợi nhớ đến mùi của dầu mỏ được chưng cất.
Nó là một chất không bền khi lưu trữ lâu trong điều kiện bị chiếu sáng và bị lộ ra ngoài không khí và người ta cần phải chưng cất nó trước khi sử dụng để loại bỏ các perôxít. Một thí nghiệm phổ biến khi học hóa hữu cơ là xúc tác axít cho quá trình khử nước của cyclohexanol với việc tách cyclohexen bằng chưng cất từ hỗn hợp của phản ứng.